# Bachibac
Le bachibac (BachiBac selon la graphie officielle), est un diplôme préparé dans les lycées à section binationale français et espagnols depuis la rentrée scolaire 2010.
Contraction des mots bachillerato (es) et baccalauréat, le bachibac permet la délivrance simultanée des diplômes couronnant l'éducation secondaire espagnole et française. Les  élèves qui l'obtiennent peuvent donc accéder directement à l'enseignement supérieur français comme à l'enseignement supérieur espagnol.

## Établissements français préparant le bachibac
La liste des établissements français préparant le bachibac a été fixée par les arrêtés du 2 mars 2011, du 30 mai 2012, du  4 mars 2013 avec son rectificatif du 4 mars 2013, du 12 mars 2014, du 11 mars 2015, du 13 janvier 2016, du et du 8 janvier 2019.
La liste est la suivante, :

## Établissements espagnols préparant le bachibac
La liste des lycées espagnols ou français en Espagne préparant le bachibac est la suivante, :

### Lycée français en Espagne
- Lycée français Bon Soleil, Gavà (province de Barcelone)
- Lycée français René-Verneau, Las Palmas de Gran Canaria
- Lycée français Jules-Verne, Tenerife

### Lycées espagnols
- Ministerio de Educación, Cultura y Deporte
  - Lycée espagnol Luis-Buñuel (en), Neuilly-sur-Seine (seul lycée espagnol (IES) en France)
- Andalousie
  - IES Alborán, Almería
  - IES Alto Conquero, Huelva
  - IES Blas Infante, Cordoue
  - IES Canovas del Castillo, Málaga
  - IES Drago, Cadix
  - IES Generalife, Grenade
  - IES Virgen del Carmen, Jaén
  - IES Triana, Séville
- Îles Baléares
  - IES Bendinat, Calvià
  - Colegio Luis Vives, Palma de Majorque
- Îles Canaries
  - IES Pérez Galdós, Las Palmas de Gran Canaria
  - IES Canarias Cabrera Pinto, Tenerife
- Cantabrie
  - IES Alberto Pico, Santander
- Castille-et-León
  - IES La Albuera, Ségovie
  - IES Eras de Renueva, León
  - IES Leopoldo Cano, Valladolid
  - IES Condesa Eylo Alfonso, Valladolid
- Castille-La Manche
  - IES Los Olmos, Albacete
  - IES Atenea, Ciudad Real
  - IES Sefarad, Tolède
  - IES Juan Antonio Castro, Talavera de la Reina
  - IES Profesor Dominguez Ortiz, Azuqueca de Henares
- Catalogne
  - Institut[7] Jaume Balmes, Barcelone
  - Institut Moisès Broggi, Barcelone
  - Institut Montserrat, Barcelone
  - Institució Cultural CIC, Barcelone
  - Institut Frederic Mistral-Tècnic Eulàlia, Barcelone
  - Col·legi Santa Teresa, Ganduxer, Barcelone
  - Escola Vedruna Gràcia, Barcelone
  - Institut Ramon Berenguer IV, Cambrils
  - Institut Molí de la Vila, Capellades
  - Institut Ridaura, Castell-Platja d'Aro
  - Institut Josep Lluís Sert, Castelldefels
  - Institut Forat del Vent, Cerdanyola del Vallès
  - Institut Olivar Gran, Figueres
  - Institut Santiago Sobrequés i Vidal, Gérone
  - Institut Narcís Xifra i Masmitjà, Gérone
  - Institut Celestí Bellera, Granollers
  - Escola Pia d’Igualada, Igualada
  - Institut Mare de Déu de la Candelera, L'Ametlla de Mar
  - Institut Torras i Bages, L'Hospitalet de Llobregat
  - Institut de la Pobla de Segur, La Pobla de Segur
  - Institut Llançà, Llançà
  - Institut Samuel-Gili-i-Gayà (d), Lleida
  - Institut de Lliçà, Lliçà d'Amunt
  - Institut Vicenç Plantada, Mollet del Vallès
  - Institut Vinyes Velles, Montornès del Vallès
  - Institut Montsacopa, Olot
  - Institut Frederic Martí Carreras, Palafrugell
  - Institut Pere Borrell, Puigcerdà
  - Institut Gabriel Ferrater i Soler, Reus
  - Institut Baix Camp, Reus
  - Institut Illa de Rodes, Roses
  - Institut Cap Norfeu, Roses
  - Institut Pau Vila, Sabadell
  - Institut Angeleta Ferrer i Sensat, Sant Cugat del Vallès
  - Institut Gerbert d'Aurillac, Sant Fruitós de Bages
  - Institut La Vall del Tenes, Santa Eulàlia de Ronçana
  - Escola Vedruna-Vall, Terrassa
  - Escola PIA, Terrassa
  - Institut Cristòfol Despuig, Tortosa
  - Institut Eugeni d'Ors, Vilafranca del Penedès
  - Institut d’Aran, Vielha e Mijaran
  - Institut Viladecavalls, Viladecavalls
  - Institut Manuel de Cabanyes, Vilanova i la Geltrú
- Galice
  - IES Plurilingüe Xosé Neira Vilas, Oleiros
- Communauté de Madrid
  - IES Beatriz Galindo, Madrid
  - Colegio San Luis de los Franceses, Madrid
  - IES San Isidro, Madrid
  - IES Gabriel García Márquez, Madrid
  - IES Marqués de Suanzes, Madrid
  - IES Gregorio Marañón, Madrid
  - IES Juan de Mairena, San Sebastián de los Reyes
  - IES Las Canteras, Collado Villalba
- Région de Murcie
  - IES Ben Arabí, Carthagène
  - IES Alfonso X el Sabio, Murcie
  - IES Mariano Baquero Goyanes, Murcie
- Navarre
  - IES Benjamín de Tudela, Tudela
  - Colegio San Cernín, Pampelune

## Prérequis et programmes
Le bachibac s'adresse à des élèves motivés et sérieux, qui ont acquis au minimum le niveau A2 du Cadre européen commun de référence pour les langues (CECRL) durant leur scolarité au collège. Concrètement, cela signifie que l'adolescent qui intègre la section bachibac en seconde « peut comprendre les points essentiels quand un langage clair et standard est utilisé et s'il s'agit de choses familières dans le travail, à l'école, les loisirs, etc. Il peut se débrouiller dans la plupart des situations rencontrées en voyage dans une région où la langue est parlée. Il peut produire un discours simple et cohérent sur des sujets familiers et dans ses domaines d'intérêt. Il peut raconter un événement, une expérience ou un rêve, décrire un espoir ou un but et exposer brièvement des raisons ou explications pour un projet ou une idée ».
En France, le bachibac comporte des enseignements spécifiques de langue vivante, de littérature et d'histoire-géographie en espagnol, à raison de 7 heures hebdomadaires en seconde et de 8 heures hebdomadaires en première et en terminale. Un cursus équivalent est prévu en Espagne avec un enseignement du français renforcé lors des deux années de lycée.
En seconde, un élève français de bachibac étudie l'espagnol en tant que Langue vivante A (LVA), à raison de quatre heures hebdomadaires (dont deux heures d'initiation à la littérature). Ses trois heures d'histoire-géographie sont par ailleurs dispensées en langue espagnole. Finalement, l'intégralité du programme est ici fixée par le ministère français de l'Éducation nationale.
En première et en terminale, un élève français de bachibac reçoit un enseignement de langue et de littérature espagnoles dispensé en langue étrangère. Il reçoit en outre un enseignement d'histoire-géographie de 4 heures majoritairement dispensé en langue espagnole. Le programme de ces deux disciplines spécifique est fixé conjointement par la France et l'Espagne.
Finalement, les trois années d'étude en section bachibac doivent permettre aux lycéens d'atteindre au moins le niveau B2 du Cadre européen commun de référence pour les langues.

## Examens
Lors de leurs examens, les lycéens de la section bachibac présentent, en français, les épreuves correspondant à leur série (L, ES, S) et comptant pour le seul baccalauréat français. Ils présentent par contre en espagnol les épreuves spécifiques comptant à la fois pour le baccalauréat et pour le bachibac : histoire-géographie (à l'écrit) et espagnol (à l'écrit et à l'oral).
Finalement, la délivrance du bachillerato est subordonnée à la réussite des élèves à l'examen du baccalauréat ainsi qu'à l'obtention d'une moyenne au moins égale à 10/20 aux épreuves écrites et orale de langue et littérature espagnoles et de la partie "histoire" de l'épreuve d'histoire-géographie à l'issue du premier groupe d'épreuves.

## Débouchés
En principe, les élèves qui obtiennent le bachibac peuvent accéder directement à l'enseignement supérieur en France comme en Espagne. En pratique le système supérieur espagnol se veut sélectif et l'accès à une formation en Espagne est souvent conditionné (au même titre que pour les Espagnols) à l'étude du dossier scolaire, voire à la réussite de la selectividad.